# Estadio Thunderdome
El Estadio Thunderdome es un estadio de fútbol situado en la provincia de Nonthaburi, Tailandia y es el estadio en donde hace de local el Muangthong United que participa en la Liga Premier de Tailandia. El estadio anteriormente podía contener hasta 20 000 personas, pero fue renovado y paso a tener capacidad para 15 000 personas.

## Nombre
El nombre original del recinto, Estadio Thunderdome, ha sido modificado dos veces por motivos de patrocinio, siendo el primero Estadio Yamaha en el año 2010. Posteriormente fue cambiado a Estadio SCG, en honor a la empresa Siam Cement Group (SCG).
En 2020, SCG no renueva el contrato de denominación con el club de fútbol, renombrándose, por primera vez desde 2010, al original Estadio Thunderdome.